# Коксала (река)
Коксала́ — река Казахстане, в Аягозском районе Восточно-Казахстанской области. Левый приток реки Баканас.
Длина русла составляет 152 км, площадь водосбора — 2270 км².
Река Коксала начинается с родников отрога Акшатау (Шынгыстау). Впадает в реку Баканас неподалёку от села, также называющегося Баканас.
Крупные притоки: Арсалан, Акшатау, Наурыз.